# Carolina (El Salvador)
Carolina es un distrito del municipio de San Miguel Norte, perteneciente al Departamento de San Miguel (El Salvador), situado a 163.8 kilómetros al oriente de la capital, San Salvador.

## Toponimia
Su nombre hace la referencia a la ciudad colombiana de Carolina del Príncipe, como un lugar de nacimiento del General Narciso Benítez. El nombre de Carolina proviene del rey Carlos IV de España, hijo de Carlos III de España y principe heredero de España.

## Descripciones del lugar

### Clima
El clima puede variar entre: Templado, lluvioso, Cálido,

### Principales partidos políticos
Partidos políticos de Carolina 

| Siglas | Nombre                                             |
| ------ | -------------------------------------------------- |
| N      | Nuevas Ideas                                       |
| PDC    | Partido Demócrata Cristiano                        |
| FMLN   | Frente Farabundo Martí para la Liberación Nacional |
| PCN    | Partido de Conciliación Nacional                   |
| ARENA  | Alianza Republicana Nacionalista                   |

## Cultura
La Semana Santa es celebrada por la mayoría de la población, ya que la religión cristiana predomina en este pueblo. Durante dicha semana, se dramatiza una serie de eventos que ocurren desde el Jueves Santo, hasta el Domingo de Resurrección.
Otras costumbres además de celebraciones religiosas, son las Fiestas Patronales celebradas del 22 al 28 de agosto.
Navidad y Año Nuevo son también muy festivos, con típicas comidas y fuegos artificiales.
Durante el mes de septiembre se realiza la marcha de las antorchas (bolas de fuego) en los distintos cantones del municipio en conmemoración al recorrido de la antorcha cuando se declaró la independencia de los estados centroamericanos; esta es una fiesta en la cual reparten comida y realizan actos para la conmemoración  de la independencia  de El Salvador.

## Atracciones turísticas
Cuenta con el río Torola (agua caliente) se le puso el apodo así porque a unas cuantas horas se encuentra la Ciudad de San Miguel, donde está ubicado el volcán Chaparrastique uno de los tantos volcanes que tiene El Salvador. Es ahí donde en esta ciudad debajo de la superficie del río Torola corre lava que alimenta los ausoles, se cree que debido a la alta actividad volcánica de dicho volcán, provoca temblores en la zona constantemente.
También en ese mismo lugar, existe una pequeña poza con aguas termales que según las personas de dicho lugar, dicen que puede curar dolores y algunas enfermedades. Durante el fin de las fiestas de semana santa, se celebra en el agua caliente una celebración por la resucitacion de Cristo, donde hay ventas de comida y personas cercanas del hermano país Honduras, llegan a celebrar y darse baños en el agua caliente.

## Geografía
Cuatro kilómetros al norte de la previamente referida ciudad, a orillas del río Torola, se encuentran los hervideros o géiseres de Carolina, que arrojan con intermitencia largos chorros de agua a 70 °C que oscilan en altura entre los 5 a 8 metros. Estos son uno de los muchos géiseres que se encuentran en el territorio salvadoreño.
- Latitud: 13º 57' N
- Longitud: 88º 52' O